# Yumi Iwabuchi
Yumi Iwabuchi, född den 10 september 1979 i Saitama prefektur, är en japansk softbollspelare.
Hon tog OS-brons vid de olympiska softboll-turneringarna vid olympiska sommarspelen 2004 i Aten.